# Championnat NCAA d'athlétisme
Le Championnat NCAA d'athlétisme (NCAA Outdoor Track and Field Championship) est une compétition annuelle d'athlétisme opposant les meilleures équipes universitaires des États-Unis. Disputée en salle durant l'hiver et en plein air au printemps, elle comprend plusieurs niveaux : les divisions I, II et III.

## Palmarès plein air

### Hommes (division I)
- 1921 Illinois
- 1922 California
- 1923 Michigan
- 1925 Stanford*
- 1926 Southern California*
- 1927 Illinois*
- 1928 Stanford
- 1929 Ohio State
- 1930 Southern California
- 1931 Southern California
- 1932 Indiana
- 1933 LSU
- 1934 Stanford
- 1935 Southern California
- 1936 Southern California
- 1937 Southern California
- 1938 Southern California
- 1939 Southern California
- 1940 Southern California
- 1941 Southern California
- 1942 Southern California
- 1943 Southern California
- 1944 Illinois
- 1945 Navy
- 1946 Illinois
- 1947 Illinois
- 1948 Minnesota
- 1949 Southern California
- 1950 Southern California
- 1951 Southern California
- 1952 Southern California
- 1953 Southern California
- 1954 Southern California
- 1955 Southern California
- 1956 UCLA
- 1957 Villanova
- 1958 Southern California
- 1959 Kansas
- 1960 Kansas
- 1961 Southern California
- 1962 Oregon
- 1963 Southern California
- 1964 Oregon
- 1965 Oregon, Southern California
- 1966 UCLA
- 1967 Southern California
- 1968 Southern California
- 1969 San Jose State
- 1970 Brigham Young, Kansas, Oregon
- 1971 UCLA
- 1972 UCLA
- 1973 UCLA
- 1974 Tennessee
- 1975 UTEP
- 1976 Southern California
- 1977 Arizona State
- 1978 UCLA, UTEP
- 1979 UTEP
- 1980 UTEP
- 1981 UTEP
- 1982 UTEP
- 1983 Southern Methodist
- 1984 Oregon
- 1985 Arkansas
- 1986 Southern Methodist
- 1987 UCLA
- 1988 UCLA
- 1989 LSU
- 1990 LSU
- 1991 Tennessee
- 1992 Arkansas
- 1993 Arkansas
- 1994 Arkansas
- 1995 Arkansas
- 1996 Arkansas
- 1997 Arkansas
- 1998 Arkansas
- 1999 Arkansas
- 2000 Stanford
- 2001 Tennessee
- 2002 LSU
- 2003 Arkansas
- 2004 vacant
- 2005 vacant
- 2006 Florida State
- 2007 Florida State
- 2008 Florida State
- 2009 Texas A&M
- 2010 Texas A&M
- 2011 Texas A&M
- 2012 Florida Gators
- 2013 Florida Gators et Texas A&M
- 2014 Oregon Ducks
- 2015 Oregon Ducks
- 2016 Florida Gators
- 2017 Florida Gators
- 2018 Georgia Bulldogs
- 2019 Texas Tech[1]
- 2021 LSU
- 2022 Florida Gators
- 2023 Florida Gators

### Femmes (division I)
- 1982 UCLA
- 1983 UCLA
- 1984 Florida State
- 1985 Oregon
- 1986 Texas
- 1987 LSU
- 1988 LSU
- 1989 LSU
- 1990 LSU
- 1991 LSU
- 1992 LSU
- 1993 LSU
- 1994 LSU
- 1995 LSU
- 1996 LSU
- 1997 LSU
- 1998 Texas
- 1999 Texas
- 2000 LSU
- 2001 Southern California
- 2002 South Carolina
- 2003 LSU
- 2004 UCLA
- 2005 Texas
- 2006 Auburn
- 2007 Arizona State
- 2008 LSU
- 2009 Texas A&M
- 2010 Texas A&M
- 2011 Texas A&M
- 2012 LSU
- 2013 Kansas
- 2014 Texas A&M
- 2015 Oregon
- 2016 Arkansas Razorbacks
- 2017 Oregon
- 2018 Southern Carolina
- 2019 Arkansas[2]
- 2021 Southern Carolina
- 2022 Florida Gators
- 2023 Texas